# Сибирцево (станция)
Сиби́рцево — крупная узловая железнодорожная станция Владивостокского отделения Дальневосточной железной дороги. Расположена в посёлке Сибирцево Приморского края на Транссибирской магистрали. До 1972 года называлась станция Манзовка.
Электрифицирована в 2000 году.
От станции отходят однопутные неэлектрифицированные ветки в направлении станций Новокачалинск→Турга (Турий Рог) и Новочугуевка (село Чугуевка).
На линии Сибирцево — Новокачалинск пассажирское движение отсутствует.
На станции останавливаются все пассажирские и скорые поезда.
Через станцию проходит скорый электропоезд «Уссурочка» сообщением Владивосток — Ружино (стоянка поезда — две минуты).
На станции имеется железнодорожный вокзал, локомотивное депо, багажное отделение.

## Дальнее следование по станции
По графику 2020 года через станцию проходят следующие поезда:

### Круглогодичное движение поездов
| № поезда   | Маршрут движения               | № поезда   | Маршрут движения               |
| ---------- | ------------------------------ | ---------- | ------------------------------ |
| 1 "Россия" | Владивосток — Москва           | 2 "Россия" | Москва — Владивосток           |
| 5 "Океан"  | Владивосток — Хабаровск        | 6 "Океан"  | Хабаровск — Владивосток        |
| 7          | Владивосток — Новосибирск      | 8          | Новосибирск — Владивосток      |
| 11         | Владивосток — Самара           | 12         | Самара — Владивосток           |
| 61         | Владивосток — Москва           | 62         | Москва — Владивосток           |
| 113        | Тихоокеанская — Хабаровск      | 114        | Хабаровск — Тихоокеанская      |
| 351        | Владивосток — Советская Гавань | 352        | Советская Гавань — Владивосток |

### Сезонное движение поездов
| № поезда | Маршрут движения        | № поезда | Маршрут движения        |
| -------- | ----------------------- | -------- | ----------------------- |
| 201      | Владивосток — Хабаровск | 202      | Хабаровск — Владивосток |